# 顕現性 (言語)
顕現性（けんげんせい、英語: salience）とは、語の顕著な特徴や属性である。たとえば、ダイアモンドにとってその輝きという属性は顕現的である。この概念は、コミュニケーション学、記号論、言語学、社会学、心理学、政治学で議論されている。対人コミュニケーション、説得、政治、マスメディアへの影響などが研究されている。